# Максим Горки
Максим Горки (на руски: Максим Горький), литературен псевдоним на Алексей Максимович Пешков (1868 – 1936), е руски и съветски писател, поет, прозаик, драматург, журналист и общественик, публицист.
Роден е в Нижни Новгород. Израснал в оскъдица и останал от малък сирак, той пътува из Русия в търсене на препитание, работи тежък физически труд и се запознава с нищетата от първа ръка. Макар и без формално образование, чете много и се самообразова. Започва да пише романтично одухотворени разкази, повести и песни в проза, публикувани в провинциалната преса. През 1901 г. Горки се обръща и към драматургията, а по-късно и към публицистиката. На границата между XIX и XX век той става известен като автор на произведения в революционен дух, близък до руските социалдемократи от РСДРП и в опозиция на царското правителство.
В началото на XX век той е един от идеолозите на богостроителството и през 1909 г. помага на участниците в това движение да поддържат школа за работници на остров Капри, която Владимир Ленин нарича „литературен център на богостроителството“. Ленин се изказва много остро за идеологията на Горки.
Горки прекарва общо над 18 години извън Русия, в изгнание или по своя воля, включително 15 години в Италия, при това не овладява нито един чужд език.
В периода 1902 – 1921 г. Горки оглавява три големи издателства – „Знание“, „Парус“ и „Всемирная литература“ и постига търговски успех като внедрява новаторски подходи в книгоиздаването.
Въпреки че в годините преди Октомврийската революция Горки като успешен писател е един от най-големите спонсори на болшевишката фракция и дори пътува до САЩ с цел набиране на средства, той е скептично настроен към болшевиките и съветската власт в нейния начален период. Приютява изпаднали в нужда литератори в квартирата си в Петроград, ходатайства пред властите за интелектуалци в нужда, за арестувани и осъдени на смърт. Оглавява комисия по оценка на културни ценности, иззети от класовите врагове. След няколко години културна и правозащитна работа в Съветска Русия, той заминава за чужбина през 1921 г. Живее в Германия, Швейцария, Италия. През 1932 г. се завръща окончателно в СССР. Намира се в близкото обкръжение на Сталин, но в същото време е близък и до някои от лидерите на вътрешнопартийната опозиция.
Въпреки че Горки рано печели световна литературна слава, творчеството му предизвиква много двусмислени и противоречиви оценки, особено след Октомврийската революция. Тази репутация на творчеството му се запазва и до днес, главно поради политическата му биография и идеализирането му и третирането като „официален писател“ от епохата на Сталин. Напоследък тази репутация постепенно се коригира. Още приживе критиката отбелязва, че произведенията на Горки са неравностойни по стойност и че творчеството му може да бъде разделено на периоди.
Основният патос на ранното творчество на Максим Горки (1890-те) е свързан с ницшеанството и мечтата за „нови хора“, безстрашни и свободни, които притежават най-високите интелектуални и физически способности и са в състояние да постигнат трансцендентни цели отвъд възможното, включително безсмъртие. Първоначално Горки свързва мечтите за „новите хора“ с бедняците, но по-късно ги обвързва с революционните идеи. Въпреки че Горки не изоставя мечтата за „новите хора“ до смъртта си, патосът на творчеството му от 1910-те години се характеризира с комбинация от вяра в обикновения човек и утвърждаващо живота настроение, заедно със социален протест и подробно описание на „оловните мерзости на руския живот“. В постреволюционното му творчество критиците отбелязват близост с модернизма.
След завръщането си в СССР през 1932 г. Горки става инициатор на създаването на Съюза на писателите на СССР и е първият председател на управителния съвет на този съюз. Властите го обгрижват и ласкаят, обявен е за родоначалник на съветската литература и „основоположник на социалистическия реализъм“. Въпреки официалното признание, съвременните изследователи на творчеството му поставят под въпрос или дори отричат принадлежността му към социалистическия реализъм: произведенията на Горки, които са най-близки до социалистическия реализъм, се различават по богостроителната си идеология, а след революцията той не написва нито една голяма социалистическа реалистична творба.
Горки е най-издаваният съветски писател в СССР: през 1918 – 1986 г. общият тираж на 3556 издания възлиза на 242 621 милиона екземпляра. Ако вземем предвид всички руски писатели, тогава Горки е на второ място след Лев Толстой и Александър Пушкин. Пълното събрание на произведенията на Горки се състои от 60 тома: художествените му произведения са публикувани през 1968 – 1973 г., публицистиката – след 1985 г., писмата му все още не са публикувани напълно.

## Биография

### Ранни години
Роден е на 28 март 1868 г. в Нижни Новгород. Баща му е дърводелец и умира от холера, когато Алексей е на 4 години. Горки живее при дядо си, където става свидетел на груби човешки отношения, на скъперничество и разправии. Единственият радостен лъч в детството му внася неговата баба Акулина Ивановна. Тя му разказва приказки и му пее народни песни. Когато е на 6 години, дядо му започва да го учи да чете и пише, после Алексей постъпва в първоначално училище, но дядо му се разорява и невръстният Алексей е принуден сам да си изкарва хляба. Работи в магазин за обувки, служи при чертожник, в ателие за икони, работи като статист в театър и като хамалин на пристанището. Още от малък се научава да се вглежда в живота, в хората, да анализира и обобщава. Макар и без завършено образование, чете много и поглъща жадно всяка книга, която му попадне.
През 1884 г. заминава за Казан, с желанието да постъпи в Казанския университет, но вместо това попада в свърталищата за босяци. Там започва и неговото идейно оформяне. В кръга на революционери, той чете „Манифест на комунистическата партия“ и „Капиталът“ на Маркс. Често се чувства самотен и отчаян и през 1887 г. Алексей Пешков прави опит за самоубийство. След това напуска Казан и предприема голямо странстване из Украйна, Крим и Кавказ, по време на което написва първата си творба – поемата „Песен на стария дъб“.
Пише за провинциални вестници под псевдонима Йехудиел Хламида (на руски: Иегудиил Хламида). Започва да използва псевдонима Горки (на руски: горький „окаян, горък“) през 1892, когато публикува първия си разказ, „Макар Чудра“ във вестник Кавказ в Тифлис, където работи известно време в работилниците на Задкавказките железопътни линии.
През 1893 г. публикува няколко разказа в местните вестници в Нижни Новгород. Негов литературен ментор става писателят Владимир Короленко. Същата година 25-годишният Алексей Пешков встъпва в неофициален брак с акушерката Олга Каменска, по-късно героиня на разказа „О первой любви“ (1922). Олга е с 9 години по-възрастна и има дъщеря от първия си мъж. На нея е посветена и първата известна автобиография с претенциозното название „Изложение фактов и дум, от взаимодействия которых отсохли лучшие куски моего сердца“ (1893). Още на следващата година двамата се разделят, като причината е, че Олга заспива при авторско четене на прясно написаната новела „Старуха Изергиль“.
През август 1894 г. Пешков пише разказа „Челкаш“ за приключенията на бедняк-контрабандист. Предлага го на списание „Русское богатство“, където той отлежава известно време. През 1895 г. по препоръка на Короленко Пешков се премества в Самара и става професионален журналист, като пише статии, фейлетони и очерци под псевдонима Йехудиел Хламид в „Самарски вестник“. Дописките му са в стил пародия, дело на язвителен семинарист с архаичен изказ. За около две години в самарския вестник Пешков има около 500 публикации (без да се броят разказите), което е нечувана производителност за тогавашните руски публицисти. Най-накрая през юни „Русское богатство“, отпечатва „Челкаш“, който носи първата литературна известност на автора Максим Горки.
През 1895 г. в „Самарски вестник“ излиза очеркът „Бабушка Акулина“ – първият предвестник на бъдещата повест „Детство“.
На 30 август 1896 г в самарския Вознесенский собор Горки се венчава с Екатерина Пешкова, дъщеря на разорил се помещик, вчерашна гимназистка и коректор на „Самарски вестник“. През октомври същата година вече започва да се проявява болестта на белите дробове: Горки ляга болен с бронхит, който преминава в белодробно възпаление и през януари му е поставена диагноза туберкулоза. Лекува се в Крим и след това в Украйна, в село Верхняя Мануйловка близо до Полтава. Там на 21 юли 1897 г се ражда първото му дете – Максим.

### От първата слава до признанието (1897 – 1902)
От октомври 1897 г. до средата на януари 1898 г. Горки живее в село Каменка (сега град Кувшиново, Тверска област) в апартамента на своя приятел Николай Захарович Василиев, който работи в Каменската хартиена фабрика и ръководи нелегален марксистки кръжок. Житейските впечатления от този период служат като материал за романа „Животът на Клим Самгин“.
През 1898 г. издателството на С. Дороватовски и А. Чарушников публикува първите два тома от „Очерци и разкази“ на Горки. В онези години тиражът на първа книга на млад автор рядко надхвърля 1000 екземпляра. А. Богданович съветва да се издадат по 1200 екземпляра всеки. Издателите „рискуват“ и първият том е издаден в 3000 екземпляра., вторият – в 3500. И двата тома бързо се разпродават. Два месеца след публикуването им писателят, чието име вече е известно, е арестуван в Нижни и транспортиран и затворен в замъка Метехи в Тифлис за предишни революционни изяви. В рецензията на „Очерци и разкази“ на Н. К. Михайловски, критик и публицист, главен редактор на списание „Руско богатство“, се отбелязва проникването на „особения морал“ и месианските идеи на Ницше в творчеството на Горки.
През 1899 г. Горки се появява за първи път в Санкт Петербург. През същата година издателството на С. Дороватовски и А. Чарушников публикува третия том на „Очерци и разкази“ в тираж 4100 екземпляра и второ издание на 1-ви и 2-ри том в тираж 4100. През същата година са публикувани романът „Фома Гордеев“ и поемата в проза „Песен на сокола“. Появяват се първите преводи на Горки на чужди езици.
В периода 1900 – 1901 г. Горки написва романа „Трима“, който остава малко известен. Лично се запознава с Антон Чехов и Лев Толстой.
През март 1901 г. в Нижни Новгород той създава малко произведение с рядък, оригинален жанр: песен в проза – широко известна като „Песента на буревестника“. Участва в марксистките работнически кръжоци в Нижни Новгород, Сормов, Санкт Петербург; пише прокламация с призив за борба срещу самодържавието. За това е арестуван и изгонен от Нижни Новгород.
През 1901 г. Горки за първи път се обръща към драматургията. Създава пиесите „Еснафи“ (1901), „На дъното“ (1902). През 1902 г. той става кръстник и осиновител на евреина Зиновий (брат на Яков Свердлов), който приема фамилията Пешков и приема православието. Това се налага, за да може Зиновий да получи правото да живее в Москва.
Само след шест години редовна литературна дейност, през февруари 1902 г. Горки е избран за почетен академик на Императорската академия на науките в категорията на изящната литература. Възмутен, император Николай II слага язвителна резолюция: „Повече от оригинално“. И много бързо изборът му е анулиран от правителството под предлог, че новоизбраният академик „е под полицейско наблюдение“. В тази връзка Чехов и Короленко се отказват от членство в Академията. В руските литературни среди става престижно да бъдеш приятел с Горки и да се солидаризираш с него; той става законодател на литературната мода. Появява се цяла плеяда от млади писатели (Елеонов, Юшкевич, Скиталец, Гусев-Оренбургски, Куприн и десетки други), които се наричат „подмаксими“ и които се опитват да имитират Горки във всичко, като се започне от външния вид – носене на мустаци и широки шапки, мине се през подчертаната суровост и грубост на обноските, които, както се смята, са присъщи на обикновените хора, както и способността да се вмъкне солена дума на място в литературната реч, и се завърши с волжкото „окане“, което дори при Горки звучи някак престорено, изкуствено. На 20 март 1917 г. след Февруарската революция Горки е възстановен като почетен академик.
През 1906 г. излиза книгата „Песен за сокола. Песен за буревестника. Легенда за Марко". Това е първата книга от обемната „Евтина библиотека на Дружеството на знанието“, издадена в Санкт Петербург през 1906 г., наброяваща повече от 30 произведения на Горки.

### В Нижни Новгород
През септември 1902 г. Горки, вече придобил слава и солидни хонорари, със съпругата си Екатерина Павловна и децата си Максим (роден на 21 юли 1897 г.) и Катя (родена на 26 май 1901 г.) се настаняват в къщата на барон Н. Ф. Киршбаум (днес – дом-музей на А. М. Горки) в Нижни Новгород. По това време той е издал шест тома литературни произведения, а около 50 от произведенията му са преведени на 16 езика. През 1902 г. за Горки са публикувани 260 статии във вестници и списания, публикувани са над 100 монографии. През 1903 и 1904 г. Дружеството на руските драматични писатели и композитори два пъти присъжда на Горки наградата „Грибоедов“ за пиесите „Еснафи“ и „На дъното“. Писателят печели авторитет в столичното общество: в Санкт Петербург Горки е известен с активното си участие си в книгоиздателство „Знание“, а в Москва е водещ драматург на Московския художествения театър (МХТ).
В Нижни Новгород, с щедрата финансова и организационна подкрепа на Горки, завършва строителството на Народен дом, създава се народен театър, открито е училище на името на Фьодор Шаляпин.
Съвременниците наричат дома на писателя в Нижни Новгород „Академия Горки“ и според В. Десницки в него цари „атмосфера на високо духовно настроение“. Представители на творческата интелигенция посещават писателя почти всеки ден в дома, в чиято просторна всекидневна често се събират по 30 – 40 културни дейци. Сред гостите са Лев Толстой, Леонид Андреев, Иван Бунин, Антон Чехов, Евгений Чириков, Иля Репин, Константин Станиславски. Фьодор Шаляпин, който също е наел апартамент в къщата на барон Киршбаум, е близък приятел и активно участва в живота на семейство Горки и на града.
В Нижни Новгород Горки завършва пиесата „На дъното“ и изпитва вдъхновението от успеха след постановките ѝ в Русия и Европа. Нахвърля план за романа „Майка“, пише стихотворението „Човек“, нахвърля очертанията на пиесата „Дачници“.

### Връзка с Мария Андреева
В началото на 1900 г. в живота на Горки се появява една красива и успешна жена – известната московска актриса Мария Андреева. На 18 април 1900 г. в Севастопол, където Московският художествен театър (MXT) гастролира с пиесата на А. П. Чехов „Чайка“, след третото действие, А. Чехов запознава Горки с Андреева.
„Бях пленена от красотата и силата на неговия талант“, спомня си Андреева. И двамата в годината на първата им среща навършват 32 години. След края на турнето в Крим, писателят и актрисата започват да се виждат често. Горки, наред с други поканени гости, започва да посещава вечерните приеми в богато обзаведения 9-стаен апартамент на Андреева и нейния съпруг Желябужски в Москва. Андреева прави особено впечатление на Горки, когато изиграва образа на Наташа в първата му пиеса „На дъното“: „Той дойде целият в сълзи, ръкува се, благодари. За първи път тогава го прегърнах и целунах силно, точно там, на сцената, пред всички“. В кръга на приятели Горки нарича Мария Фьодоровна „Чудесная Человечинка“. Чувството към Андреева става съществен фактор в еволюцията на Горки, отбелязват Павел Башински и Дмитрий Биков. През 1904 – 1905 г., под влиянието на Андреева, която е тясно свързана с ленинската партия РСДРП, писателят се сближава с революционерите. След разделянето на РСДРП той остава при болшевиките На 27 ноември 1905 г. Горки се среща за първи път с Ленин, завърнал се от емиграция месец по-рано.
През 1903 г. Андреева най-накрая напуска семейството си, наема си апартамент и става гражданска съпруга и литературен секретар на Горки. Писателят, обладан от нова страстна любов, напуска Нижни Новгород завинаги и започва да живее в Москва и Санкт Петербург, където литературното му признание и началото на социална дейност му откриват нови перспективи. Когато Горки и Андреева са в САЩ през лятото на 1906 г., 5-годишната дъщеря на Горки Катя умира от внезапен менингит на 16 август в Нижни Новгород. Горки пише утешително писмо до изоставената си съпруга, в което настоява тя да се грижи за сина им. Съпрузите вземат решение да се разделят по взаимно съгласие, но предприемат стъпките за развода доста по-късно. Нерегистрираната връзка на Горки с Андреева продължава до 1919 г., докато разводът му е официализиран. Въпреки това Е. П. Пешкова остава негова съпруга до края на живота му и това не е просто формалност. На 28 май 1928 г., след седем години емиграция, пристигайки в СССР от Италия, за да отпразнува 60-ия си рожден ден, Горки отсяда в Москва на улица Тверская в апартамента на Екатерина Пешкова, която тогава оглавява Комитета за подпомагане на политическите затворници – единствената легална правозащитна организация в СССР. През юни 1936 г. Екатерина Пешкова присъства на погребението на Горки като негова законна, общопризната вдовица, на която Сталин лично изказва своите съболезнования.

### Пролетарски писател
През 1904 – 1905 г. Максим Горки написва пиесите „Дачници“, „Децата на слънцето“, „Варвари“. Заради революционната прокламация и във връзка с Кървавата неделя е арестуван и затворен в единична килия в Петропавловската крепост. В негова защита се изказват известни дейци на изкуството от чужбина като Герхарт Хауптман, Анатол Франс, Огюст Роден, Томас Харди, Джордж Мередит, италианските писатели Грация Деледа, Марио Раписарди, Едмондо де Амичис, сръбският писател Радое Доманович, композиторът Джакомо Пучини, философът Бенедето Кроче и други представители на творчеството и науката. В Рим се провеждат студентски демонстрации. Под натиска на обществеността на 14 февруари 1905 г. той е освободен под гаранция. През ноември 1905 г. Горки постъпва в Руската социалдемократическа работническа партия.
През 1904 г. Горки влошава отношенията си с МХТ поради желанието си да създаде нов мащабен театрален проект в Санкт Петербург. Освен Горки, проектът се движи от Сава Морозов, Вера Комисаржевска, Константин Незлобин. Театърът трябва да бъде открит в сграда, наета за сметка на Сава Морозов на Литейния проспект, и е планирано в трупата да участват Незлобин и Комисаржевска, а от Москва е поканен Василий Качалов. Въпреки това, поради редица причини новият театър в Санкт Петербург така и не е създаден. През есента на 1905 г. в МХТ е премиерата на новата пиеса на Горки „Децата на слънцето“, където Андреева играе ролята на Лиза.
Личният живот на Горки през този политически бурен период, напротив, се характеризира с мир, стабилност и просперитет. Втората половина на 1904 г. Горки и Андреева прекарват заедно във ваканционното селище Репино (Куоккала) близо до Санкт Петербург. Там Андреева наема голяма вила, построена в руски стил, заобиколена от градина в духа на старите имения на руските земевладелци, където Горки намира щастие и мир с любимата жена, която вдъхновява работата му. Те посещават съседното имение „Пенати“ на художника Иля Репин и в неговата необичайна къща с авторска архитектура са направени снимки на двойката. След това Горки и Андреева заминават Рига, където гастролира МХТ. Отиват на почивка в курорта Старая Руса. Част от времето двойката прекарва в апартамента на актрисата в Москва. От 29 март до 7 май 1905 г. Горки и Андреева почиват в Ялта, след това отново в Куоккала, където на 13 май научават новината за мистериозното самоубийство в Ница на техния общ приятел и филантроп Сава Морозов.

### Издателска дейност
Максим Горки се проявява и като талантлив издател. От 1902 до 1921 г. той ръководи три големи издателства – „Знание“, „Парус“ и „Всемирная литература“. На 4 септември 1900 г. Горки става равноправен съдружник в основаното през 1898 г. в Петербург издателство „Знание“, първоначално специализирано в научно-популярна литература. Първата му идея е да разшири профила на издателството с книги по философия, икономика и социология, както и да отпечата „евтина серия“ книги за народа по подобието на „книгите-копейки“ на Иван Ситин. Това предизвика възраженията на другите партньори и не е прието. Конфликтът на Горки с останалите членове ескалира допълнително, когато той предлага да издаде книги от нови писатели реалисти – и това е отхвърлено поради страх от търговски провал. През януари 1901 г. Горки е пред напускане на издателството, но поради конфликта, напротив, други членове напускат първи и остават само Горки и К. П. Пятницки. Горки оглавява издателството и става негов идеолог, а Пятницки отговаря за техническата страна. Под ръководството на Горки издателство „Знание“ напълно променя профила си и става печелившо. Той поставя основния акцент върху художествената литература, събира всички добри прозаици и издателството напредва до водеща позиция в Русия. Месечно се издават около 20 книги с общ тираж над 200 000 екземпляра. Най-големите петербургски издатели Алексей Суворин, Адолф Маркс, М. О. Вольф изостават назад. До 1903 г. „Знание“ публикува отделни издания с необичайно големи за онези времена тиражи на самия Горки, както и на Леонид Андреев, Иван Бунин, Александър Куприн, Серафимович, Скиталец, Телешов, Чириков, Гусев-Оренбургски и други писатели. Благодарение на усилията на Горки е издадена книга на Леонид Андреев, журналист от московския вестник „Курьер“ и той става известен. В издателството на Горки всеруска слава придобиват и други писатели реалисти. През 1904 г. излиза първият колективен сборник на писатели реалисти, в съзвучие с тенденцията от началото на XX век, когато алманасите и колективните сборници са много търсени сред читателите. През 1905 г. излиза поредицата „Евтина библиотека“, която включва 156 произведения от 13 писатели. Цената на книгите варира от 2 до 12 копейки. С „Библиотеката“ Горки за първи път очертава близки до сърцето му идейни насоки, в нея е организиран отдел за марксистка литература и е създадена специална редакционна комисия за подбор на книги за народа, в която влизат марксистите-болшевики В. И. Ленин, Л. Б. Красин, В. В. Воровски, Анатолий Луначарски и др.
В началото на 1906 г. Горки напуска Русия, където царските властите го преследват заради политическата му дейност, и става политически емигрант. В изгнание, докато се задълбочава в писане, Горки губи интерес към дейността на издателство „Знание“. През 1912 г. Горки напуска предприятието, а през 1913 г., когато се завръща в Русия, то вече не съществува. За цялото време на своята работа „Знание“ е издало около 40 колективни сборника.

### В САЩ
През февруари 1906 г., по поръчение на Ленин и Красин, Горки и Мария Андреева заминават за Финландия, Швеция, Германия, Швейцария и от Франция отплават с кораб за Америка. Пътуването започва на 19 януари 1906 г. с благотворителна литературно-музикална вечер във Финландския национален театър в Хелсингфорс, където Горки участва заедно със Скиталец (Петров) и Андреева, която според докладите на царската тайна полиция прочела възвание с „антиправителствено съдържание“. На 4 април в Шербур, двамата и техният свързочник и бодигард, агентът на „бойнотехническата група“ на болшевиките Николай Буренин, се качват на борда на презокеанския кораб „Фридрих Вилхелм Велики. Андреева осигурява за Горки най-удобната кабина на борда, която е най-подходяща за писане през 6-те дни на пресичане на Атлантическия океан. Каютата на Горки има кабинет с голямо бюро, всекидневна, спалня с вана и душ.
Горки и Андреева пребивават в Америка до септември. Целта е да съберат средства за болшевишката каса за подготовка на революция в Русия. При пристигането си в САЩ Горки е посрещнат с ентусиазъм от журналисти и болшевишки симпатизанти. Той участва в няколко митинга в Ню Йорк (1200 долара събрани за партийния фонд), Бостън и Филаделфия. Гостът от Русия ежедневно е посещаван от репортери, които искат интервю. Скоро Горки се запознава с Марк Твен и му прави добро впечатление. Тогава обаче в Америка разбират, че Горки не се е развел с първата си съпруга и не се е оженил за Андреева (според писателя и Буренин източник са посолството и есерите). Поради това пуританските собственици на хотели, които смятат, че поведението на двойката обижда моралните принципи на американците, ги подлагат на остракизъм. Двойката е приютена от богатите съпрузи Мартин – в имението им на Статън Айлънд в устието на Хъдсън.
В Америка Горки създава сатирични памфлети за „буржоазната“ култура на Франция и Съединените щати („Моите интервюта“, „В Америка“). В имението на съпрузите Мартин в планините Адирондак Горки започва пролетарския роман „Майка“, който според Дм. Биков е „най-наложената книга на Горки по време на съветския режим и най-забравената днес“. Връщайки се през септември за кратко в Русия, той пише пиесата „Врагове“ и завършва романа „Майка“.

### На Капри
През октомври 1906 г., поради заболяването му от туберкулоза Горки и Андреева се установяват в Италия. Първо спират в Неапол, където пристигат на 13 (26) октомври 1906 г. Два дни по-късно пред хотел „Везувий“ се провежда митинг, на който пред ентусиазирана тълпа от симпатизанти на руската революция Горки чете призив към „италианските другари“. Скоро, по искане на обезпокоените власти, Горки се установява на остров Капри, където живее с Андреева в продължение на 7 години (от 1906 до 1913 г.). Двойката се установява отначало в известния хотел „Quisisana“. От март 1909 г. до февруари 1911 г. живеят във вила Спинола (сега Беринг), отсядат и във вилите Блазиус (от 1906 до 1909 г.) и Серфина (сега „Пиерина“) (има възпоменателни плочи за престоя на писателя). На остров Капри живее значителна руска колония. Тук са живели поетът и журналист Леонид Старк и съпругата му, по-късно – библиотекарят на Ленин Шушаник Манучарянц, писателят Иван Волнов (Свободен), Феликс Дзержински, писателите Новиков-Прибой, Михаил Коцюбински, Ян Струян и други писатели и революционери. Веднъж седмично във вилата, където живеят Андреева и Горки, се провежда литературен семинар за млади писатели.
През лятото много руснаци и чужденци, които са чували за неговата слава, идват във вилата, за да видят Горки. Сред тях са роднини (Екатерина Пешкова и синът Максим, осиновеният Зиновий Пешков, децата на Андреева Юрий и Екатерина), приятели – Леонид Андреев с най-големия си син Вадим, Иван Бунин, Фьодор Шаляпин, Александър Тихонов (Серебров), Герман Лопатин (преводач на „Капиталът“), познати. Идват и напълно непознати хора, които се опитват да намерят истината, да разберат как да живеят, има и много просто любопитни. От всяка среща Горки се опитва да извлече поне зрънце ново знание или отзив за своите произведения от родината си. Горки поддържа редовна кореспонденция с Ленин, който живее в изгнание във Франция. През есента всички обикновено си тръгват и Горки потъва в работа по цели дни. Понякога, при слънчево време, писателят прави по-дълги разходки или посещава миниатюрно кино, играе с местните деца. Чужди езици, по-специално италиански, Горки изобщо не владее, единствената фраза, която запомня и повтаря след 15 години в Италия е: „Buona sera!“ („Добър вечер“).
На Капри Горки пише „Изповед“ (1908), в която очертава философските си различия с Ленин (той посещава Капри, за да се срещне с Горки, през април 1908 г. и юни 1910 г.) и сближаването си с „богостроителите“ Луначарски и Богданов. Между 1908 и 1910 г. Горки преживява духовна криза, която се отразява и в помирителната, антибунтовна повест „Изповед“, която предизвиква раздразнението на Ленин със своя конформизъм, а самият Горки, след преосмисляне, признава нейната прекомерна дидактичност. Горки искрено не разбира защо Ленин е по-склонен към съюз с меншевиките на Георгий Плеханов, отколкото с болшевиките на Богданов. Скоро Горки също скъсва с групата на Богданов (неговата школа на „богостроителите“ се премества във вила „Паскуале“). Под влиянието на Ленин писателят започна да се отдалечава от махистката и боготърсещата философия в полза на марксизма. Горки продължава да идеализира наближаващата революция, докато лично не се убеждава в безпощадната жестокост на следоктомврийската реалност в Русия. Други важни събития в живота на Горки от периода на престой в Капри са:
- 1907 г. – делегат със съвещателен глас на 5-ия конгрес на РСДРП в Лондон, среща се с Ленин.
- 1908 г. – пиесата „Последните“, повестта „Животът на един ненужен човек“.
- 1909 г. – повестите „Град Окуров“, „Животът на Матвей Кожемякин“.
- 1912 г. – пътуване с М. Андреева до Париж, среща с Ленин.
- 1913 – завършени „Приказки за Италия“.

През 1906 – 1913 г. на Капри Горки създава 27 разказа, които съставляват цикъла „Приказки за Италия“. Като епиграф към целия цикъл писателят поставя думите на Ханс Кристиан Андерсен : „Няма приказки, по-добри от тези, които създава самият живот.“ Първите седем приказки са публикувани в болшевишкия вестник „Звезда“, някои в „Правда“ и други болшевишки вестници и списания. Според Степан Шаумян приказките доближават още повече Горки до работниците. „И работниците с гордост могат да кажат: да, Горки е наш! Той е нашият художник, наш приятел и съратник във великата борба за освобождение на труда!“ „Великолепни и възвисяващи“, нарича „Приказки за Италия“ и Ленин, който с топлота си спомня 13-те дни в Капри, прекарани през 1910 г. заедно с Горки в съвместен риболов, разходки и спорове, които след поредица от идеологически различия отново заздравяват приятелските им отношения отношения и са спасили Горки, според Ленин, от неговите „философски и боготърсещи заблуди“. На връщане към Париж от съображения за сигурност Горки придружава Ленин във влака до френската граница.

### Завръщане в Русия, 1913 – 1917 г
На 31 декември 1913 г., завършил повестта „Детство“ в Италия, Горки се завръща в Русия след обявяването на обща амнистия по случай 300-годишнината на династията Романови (което засяга предимно политическите емигранти), с влак през гара Вержболово. На границата Охранката го пропуска, агентите го вземат под наблюдение вече в Санкт Петербург. В доклада на полицейското управление той е посочен като „емигрант, Алексей Максимов Пешков“. Установява се с Мария Андреева в Мустамяки, Финландия, в дачата на Александра Карловна Горбик-Ланге, а след това в Санкт Петербург на Кронверкски проспект. Тук двамата живеят от 1914 до 1919 г. (според други източници – до 1921 г.).
През 1914 г. Горки редактира болшевишките вестници „Звезда“ и „Правда“, ръководи художествения отдел на болшевишкото списание „Просвещение“, публикува първия сборник произведения на пролетарски писатели. От 1915 до 1917 г. издава списание „Хроника“, основава издателство „Парус“.
През 1912 – 1916 г. Горки създава поредица от разкази и очерци, съставили сборника „По Русия“, автобиографичните „Детство“, „Сред хората“. През 1916 г. издателство „Парус“ публикува „Сред хората“ и цикъла очерци „По Русия“. Последната част от автобиографичната трилогия „Моите университети“ е написана през 1923 г.

### Февруарска и Октомврийска революция, 1917 – 1921 г
През 1917 – 1919 г. Горки, който хладно приема Февруарската, а по-късно и Октомврийската революция, извършва много обществена и правозащитна работа, критикува методите на болшевиките, осъжда отношението им към старата интелигенция, спасява редица нейни представители от болшевишките репресии и глада. Той се застъпва за свалените Романови, които навсякъде са осмивани от спонтанно събиращи се тълпи. През март 1917 г. става председател на Специалния съвет по изкуствата, създаден по инициатива на Ф. А. Головин. Дейността му е остро критикувана от Съюза на художниците, ръководен от А. О. Таманян, който настоява Головин да уволни Горки и неговия екип. След това Специалният съвет се самоликвидира.
Не намирайки подходяща трибуна за изразяване на независима позиция, на 1 май 1917 г. Горки започва да издава вестник „Новая жизнь“ с хонорарите си от издадените книги в издателство „Нива“ и със заем от банката на Е. Грубе. В отговор на обвиненията в продажност и че действа в полза на враговете на работническата класа, Горки обяснява, че подобни методи за финансиране на пролетарската преса в Русия не са новост: „В периода от 1901 до 1917 г. през ръцете ми са минали стотици хиляди рубли в полза на РСДРП, от които личната ми заплата възлиза на десетки хиляди, а всичко останало е измъкнато от джобовете на „буржоазията“. Вестник „Искра“ се издава с парите на индустриалеца Сава Морозов, който, разбира се, не е давал назаем, а е дарявал. Бих могъл да посоча дузина уважавани хора – „буржоа“, които помогнаха материално за израстването на социалдемократическата партия. В. И. Ленин и други стари партийни работници знаят това много добре”.
Във вестник „Новая жизнь“ Горки се изявява като колумнист. По-късно от журналистическите си рубрики, оценени от Дм. Биков като „уникална хроника на прераждането на революцията“, Горки създава две книги – „Несвоевременни мисли“ и „Революция и култура“. През ноември 1917 г. Горки се противопоставя на диктаторските методи на Ленин и пише, че „Ленин... смята, че има право да направи жесток експеримент с руския народ, предварително обречен на провал“. Той започва да възприема болшевиките като някаква тъмна и разрушителна сила на реакционното начало, която тласка Русия в бездната. Основна тема в журналистиката на Горки от този период са разсъжденията за свободата на руския народ („Готови ли сме за нея?“). Отправя призив за овладяване на знанието и преодоляване на невежеството, към занимания с творчество и наука, за запазване на паметниците на културата, които по това време биват безмилостно ограбвани или унищожавани. Горки активно осъжда унищожаването на именията на Худеков и Оболенски от „озверелите“ селяни, изгарянето на господарските библиотеки, унищожаването на картини и музикални инструменти само защото са „класово чужди“. Горки е неприятно изненадан, че от всички занаяти в страната процъфтява единствено спекулата. Той не одобрява започналата в Русия лустрация и публикуването на списъци на секретни служители на Охранката, от които, за изненада на писателя и обществото, в Русия има необяснимо голям брой. „Това е позорно обвинение срещу нас, това е един от признаците на разпадането и загниването на страната, грозен признак“, казва Горки. Тези и подобни твърдения предизвикват напрежение в отношенията между писателя и новата работническо-селска власт.
След октомври 1917 г. революционните власти вече не се нуждаят от свободен печат и на 29 юли 1918 г. вестник „Нов живот“ е закрит. Книгата „Ненавременни мисли“ с честни, критични оценки на събитията от първите следреволюционни години е публикувана в СССР едва 70 години по-късно, през 1988 г.
В петроградския апартамент на Горки с разрешението на гостоприемните домакини се настаняват над 30 техни роднини, познати и дори професионални използвачи. Повечето от тях не помагат с нищо в домакинската работа и нямат купони за храна. Мария (Мура) Будберг, придобила по-късна известност като авантюристка и агент, донася документи за подпис на Горки и „припада от глад“ пред собствениците. Предлагат ѝ храна и я канят да живее при тях. Тя скоро става обект на страстта на писателя. Екатерина, дъщерята на Андреева, описва атмосферата през тези пет години: пренаселеният частен апартамент се превръща в приемна за оплаквания от живота и трудностите. „Всички идваха тук: академици, професори, всякакви обидени интелектуалци и псевдоинтелектуалци, всякакви принцове, дами от „обществото“, пострадали руски капиталисти, които все още не са избягали при Деникин или в чужбина, изобщо тези, чийто хубав живот е арогантно разрушен от революцията. Сред гостите са известни хора – Фьодор Шаляпин, Борис Пилняк, Корней Чуковски, Евгений Замятин, Лариса Райзнер, издателят Зиновий Гржебин, академик С. Олденбург, режисьорът С. Радлов, М. Добужински, А. Пинкевич. От Москва идват и Десницки, революционерите Л. Красин, А. Луначарски, А. Колонтай, председателят на Петросъвета Григорий Зиновиев и представителят на Съвета за отбрана Лев Борисович Каменев. Основното забавление на безбройните обитатели и гости в апартамента на Горки се състои в това, че те непрекъснато ядат, пият, танцуват, играят хазартни игри за пари, пеят „някакви странни песни“, четат колективно разпространяваните по това време издания „за старци“ и порнографски романи от XVIII век, включително маркиз дьо Сад. Разговорите са такива, че на Екатерина, млада жена, ѝ „пламтят ушите“.
През 1919 г., по инициатива на Горки, в къщата на Елисеев на ул. Мойка, 29, е открит „Дом на изкуствата“ (ДИСК), първообраз на Съюза на писателите, където се провеждат лекции, четения, доклади и дебати, писателите могат да общуват и да получат материална помощ. В Дома на изкуствата спорят помежду си реалисти, символисти и акмеисти, работи поетичното студио на Николай Гумильов „Звучна раковина“, рецитира Александър Блок. Чуковски, Владислав Ходасевич, Александър Грин, Осип Манделщам, Виктор Шкловски прекарват дни и нощи в къщата. През 1920 г., благодарение на Горки, е създадена Централна комисия за подобряване на живота на учените, която се занимава с разпределението на хранителни дажби, което помага на петроградските учени да оцелеят в годините на „военния комунизъм“.
Постепенно отношенията между Горки и Андреева се охлаждат, не само поради все по-острите политически различия. Горки, който мечтае за „нови идеални хора“ и се опитва да създаде техния романтичен образ в творбите си, не приема революцията, поразен е от нейната жестокост и безпощадност. Въпреки личното му ходатайство пред Ленин са разстреляни великият княз Павел Александрович и поетът Николай Гумильов. Според Екатерина до раздялата на Горки с Андреева е довел не лекомисленият флирт с Мура Будберг, а дългогодишното му увлечение по Варвара Шайкевич, съпруга на техния общ приятел, издател и писател Александър Тихонов (Серебров).
През февруари 1919 г. Горки и Андреева са назначени за ръководители на Комисията по оценка на антики към Народния комисариат за търговия и промишленост. Целта е да се подберат предметите с художествена или историческа стойност сред конфискуваното имущество. Те трябвало да бъдат прехвърлени в музеи, а част от тях продадени на търгове в чужбина. След известно време, според Зинаида Гипиус, апартаментът на Горки придобива вид на „музей или вехтошарски магазин“. През тези години Горки става колекционер на предмети на изкуството, например гигантски китайски вази и става експерт в тази област в Петроград. Писателят цени и редките скъпи книги, оформени като изящни, изискани и сложни произведения на печатното изкуство. Като доста богат човек в следреволюционните години на фона на обедняването на масите, Горки финансира собствените си издателски проекти, извършва много благотворителна дейност, издържа около 30 души в апартамента си, изпраща финансова помощ на бедстващи писатели, провинциални учители, изгнаници, често съвсем непознати, които се обръщат към него с писма и молби.
След опита за убийство на Ленин през август 1918 г. отношенията между Горки и Ленин, които преди това са помрачени от редица кавги, отново се заздравяват. Горки изпраща съчувствена телеграма до Ленин и възобновява кореспонденцията с него. Той търси защита от Ленин от петербургските чекисти, които се опитват да го уличат в престъпление и обискират редовно апартамента му. Горки пътува няколко пъти до Москва, за да се срещне с Ленин, Дзержински, Троцки, обръща се често към стария си приятел, който сега се нарича вожд на Октомврийската революция, с различни молби, включително ходатайства за осъдени. Горки издейства разрешение за пътуване в чужбина за Александър Блок, но то е получено само един ден преди смъртта на поета. След екзекуцията на Николай Гумильов Горки изпитва чувство на безнадеждност в собствените си усилия и започва да мисли за емиграция. Ленин, който цени Горки за предишните му заслуги и социалния реализъм в работата му, му предлага идеята да замине за лечение в Европа и за набиране на средства за борба с глада в Поволжието през 1921 г. През юли 1920 г. Горки се среща с Ленин, когато той посещава Петроград за Втория конгрес на Коминтерна. Ленин посещава Горки в апартамента му и му подарява новоиздадената си книга „Левичарството – детската болест на комунизма“, те са снимани заедно при колоните на Таврическия дворец. Това е последната среща между двамата.

### Емиграция след Октомврийската революция
Критическият му поглед върху съветската действителност постоянно дразни болшевиките и самият Ленин оказва върху Горки огромен натиск да напусне страната. Горки най-после приема и заминава за Германия, където след революционния хаос вече живее огромна руска общност. На 16 октомври 1921 г. М. Горки напуска Русия, думата „емиграция“ тогава не се използва. Официалната причина за пътуването му е възобновяването на заболяването му и че е необходимо да се лекува в чужбина. През 1921 – 1923 г. живее в Хелзингфорс (Хелзинки), Берлин, Прага.
Според мемоарите на поета Владислав Ходасевич Горки, като колеблив и неблагонадежден, е изпратен в Германия по инициатива на Григорий Зиновиев и съветските специални служби със съгласието на Ленин. Андреева скоро последва бившия си съпруг „за да контролира политическото му поведение и харченето на пари“. Андреева взема със себе си Пьотър Крючков – нов любовник, по-късно близък до НКВД и бъдещ постоянен секретар на писателя. Двамата се установяват в Берлин, докато самият Горки, придружен от сина си и снаха си, живее извън града. Синът му Максим е негов преводач и секретар по време на втората емиграция, снаха му Надежда, оставила подробни спомени, отговаря за домакинството. От 4 декември 1921 г. до 3 април 1922 г. Горки живее в санаториум в Санкт Блазиен, Шварцвалд, в югозападна Германия, близо до границата с Швейцария. Когато след сухото лято настъпва глад в Поволжието, Горки по молба на Ленин се опитва да организира набиране на средства и храна за гладуващите. Той пише лични писма до писателите Хърбърт Уелс, Анатол Франс, Ъптон Синклер, Герхарт Хауптман, Висенте Бласко Ибанес, Ромен Ролан.
В Германия Андреева, използвайки връзките си в съветското правителство, урежда назначението на Крючков за главен редактор на съветското книготърговско и издателско предприятие „Международная книга“. Така Крючков, с помощта на Андреева, става действителният издател на произведенията на Горки в чужбина и посредник в отношенията му с руските списания и издателства. В резултат на това Андреева и Крючков успяват напълно да контролират изразходването на значителните му средства.
През пролетта на 1922 г. Горки пише отворени писма до А. И. Риков и Анатол Франс, като се противопоставя на съдебния процес срещу есерите в Москва, който грози обвиняемите със смъртни присъди. Писмото е отпечатано от германския вестник Vorwärts, както и от редица руски емигрантски издания. Ленин нарича писмото на Горки „мръсно“ и „предателство“ на приятел. Писмото на Горки критикуват и Карл Радек в „Правда“ и Демян Бедни в „Известия“. Същевременно Горки се отнася предпазливо към руската емиграция и до 1928 г. не я критикува открито. В Берлин Горки не зачита устроеното му честване по случай 30-годишнината от литературната му дейност, организирано от приятелски настроените А. Белий, А. Толстой, В. Ходасевич, В. Шкловски и други руски писатели.
От 1922 до 1928 г. Горки пише „Бележки от дневника“, „Моите университети“, и „Рассказы 1922 – 24 годов“. През 1925 г. в Берлин излиза романът „Артамонови“. До 1924 г. Горки не е допуснат от фашисткия режим в Италия като „политически ненадежден“, а след това властите не му разрешават да се установи в Капри. От 1924 до 1933 г. Горки живее в Неапол и в Соренто, като сменя няколко хотела, санаториуми и вили.
През март 1928 г. Горки празнува 60-ия си рожден ден в Италия. Телеграми и писма с поздравления изпращат Стефан Цвайг, Лион Фойхтвангер, Томас и Хайнрих Ман, Джон Голсуърти, Хърбърт Уелс, Селма Лагерльоф, Шъруд Андерсън, Ъптон Синклер и други известни писатели. Честване на годишнината на Горки на високо ниво е организирано и в Съветския съюз. В много градове и села на СССР се провеждат изложби за живота и творчеството му, театрите изнасят представления по негови произведения, в образователни учреждения, клубове, предприятия са изнесени лекции и доклади за Горки и значението на неговите трудове за изграждането на социализма.

### Пътувания до СССР
През май 1928 г. по покана на съветското правителство и лично на Сталин, за първи път от 7 години след заминаването си, Горки пристига в СССР. На 27 май 1928 г. в 22 часа влакът от Берлин спира на първата съветска гара Негорелое и Горки е посрещнат на перона от митинг. С ентусиазъм писателят е посрещнат и на други гари по пътя за Москва, а на площада пред Белоруско-Балтийската гара хилядна тълпа чака Горки, част от пътя до дома (той отсяда в апартамента на съпругата си Е. Пешкова) писателят е носен на ръце. На 11 юни 1928 г. е приет за почетен пионер.
Сталин разчита на Горки да оцени успехите в изграждането на социализма и с тази цел е организирано петседмично пътуване из страната. От средата на юли 1928 г. Горки посещава Курск, Харков, Крим, Ростов на Дон, Баку, Тбилиси, Ереван, Владикавказ, Царицин, Самара, Казан, Нижни Новгород (прекарва три дни у дома). Завръща се в Москва на 10 август. По време на пътуването му показват постиженията на СССР, най-вече той се възхищава на организацията на работа и чистотата (на писателя показват предварително подготвени обекти). Константин Федин, писатели и литературни критици са поразени от отличната физическа форма, пълното отсъствие на остаряване и богатирското ръкостискане на Горки след три десетилетия тежка болест. Впечатленията от пътуването са отразени в поредицата очерци „За Съюза на Съветите“. Горки, който е критикувал Ленин, неочаквано приема Сталин като човек, победил революционната анархия и въвел „ред в държавата“. Според Горки държавата е „култура“; тя е обратното на онзи „хаос на селото“, който винаги особено плаши писателя. Така той започва да приема „всичко“ – дори робския труд в лагери като „Соловки“ или на безсмислени гигантски строежи като Беломорканал. Дори пише панегирик на Сталин („Правдата на социализма“, 1934 г.). Но не остава да живее в СССР, а през есента се връща в Италия.
През 1931 г. Горки получава от съветското правителство постоянно жилище в Москва – имението на С. П. Рябушински на улица „Малая Никитская“, което през 1965 г. става дом-музей на А. М. Горки в Москва.
От 1928 до 1933 г. Горки „живее в две къщи, прекарвайки зимата и есента в Соренто“ във вила Ил Сорито. Повечето източници сочат, че Горки идва в СССР през лятото на 1928, 1929 и 1931 г., и накрая се завръща в родината си през октомври 1932 г. Сталин обещава на Горки, че ще продължи да прекарва зимите в Италия, за което Горки настоява, но вместо това от 1933 г. писателят получава голяма вила в Тесели (Крим), където прекарва зимите от 1933 до 1936 г. Той вече няма право да ходи в Италия.

### Завръщане в СССР
През втората половина на септември 1932 г. се чества 40-годишнината от литературната дейност на „пролетарския“ писател с голям мащаб, в цялата страна се провеждат различни културни събития, посветени на годишнината. На 17 септември Президиумът на ЦИК на СССР награждава Максим Горки с орден Ленин и също така постановява създаването на Литературен институт Горки. Нарича с неговото име и Московския художествен театър (и двете резолюции са публикувани в централните вестници на 26 септември, ден след официалните тържества).
През октомври 1932 г. Горки окончателно се завръща в Съветския съюз (подкрепя се от факта, че на 27 октомври в Москва Михаил Калинин му връчва ордена Ленин). Писателят е убеден да се завърне от сина си Максим, не без влиянието на ОГПУ (тайната полиция, част от НКВД). Емоционално въздействие за решението му оказват младите, жизнерадостни писатели Леонид Леонов и Всеволод Иванов, които го посещават в Италия, изпълнени с гигантски планове и ентусиазъм от успехите на първата петилетка в СССР.
В Москва правителството организира тържествено посрещане, за него и семейството му са отредени бившето имение на Рябушински в центъра на Москва, дачи в Горки и Тесел (Крим), родният град на писателя Нижни Новгород е преименуван на него. Горки веднага получава нареждане от Сталин да подготви почвата за Първи конгрес на съветските писатели и да проведе разяснителна работа сред тях. Горки създава много вестници и списания: възобновена е поредицата „Животът на забележителните хора“ (на руски: Жизнь замечательных людей), поредицата от книги „История на фабриките и заводите“, „История на гражданската война“, „Библиотека на поета“, „История на един млад мъж от 19 век“, сп. „Литературознание“. Горки пише пиесите „Егор Буличов и другите“ (1932), „Достигаев и другите“ (1933 г.).
През 1934 г. Горки провежда Първия всесъюзен конгрес на съветските писатели, изнасяйки основния доклад.
През същата година Горки е съредактор на книгата „Беломорско-Балтийският канал на името на Сталин“. Александър Солженицин описва това произведение като „първата книга в руската литература, възхваляваща робския труд“.
На 11 май 1934 г., синът на Горки, Максим Пешков, се простудява след като прекарва нощта под открито небе в околностите на Москва, и умира внезапно от крупозна пневмония. В същата нощ Горки обсъжда с професор А. Д. Сперански постиженията и перспективите на Института по експериментална медицина и проблема за безсмъртието, което той смята за актуално и постижимо за науката. Когато в три часа сутринта идва новината за смъртта на Максим, Горки възразява: „Това вече не е на дневен ред“ и продължава ентусиазирано да теоретизира за безсмъртието. Според други спомени Горки е много разстроен от смъртта на сина си. Поради това Първият конгрес на съветските писатели (1934) е отложен с няколко месеца.

### Смърт
На 27 май 1936 г. Горки се завръща в Москва с влак от ваканция от Тесел в лошо състояние. От гарата отива в Москва, за да види внучките си Марфа и Дария, които по това време боледуват от грип; вирусът се предава и на дядото. На следващия ден, след като посещава гроба на сина си на, Горки се простудява в студеното ветровито време и се разболява; лежи в Горки три седмици. Към 8 юни става ясно, че пациентът няма да се възстанови. Три пъти Сталин идва до леглото на умиращия Горки – на 8, 10 и 12 юни. Горки намира сили да поддържа разговор за жените писателки и техните прекрасни книги, за френската литература и живота на френското селячество. В спалнята на безнадеждно болния, който е в съзнание, в последните дни от живота му с него се сбогуват най-близките хора: официалната съпруга Е. Пешкова, снахата Н. Пешкова, по прякор Тимоша, личният секретар в Соренто Мура Будберг, медицинската сестра и семеен приятел О. Черткова (Липа), литературният секретар, а след това директор на архива на Горки П. Крючков, художникът И. Ракицки, който живее няколко години в семейството.
На 18 юни, около 11 часа сутринта, Максим Горки почива на 69-годишна възраст, надживявайки сина си с малко повече от две години. Последните му думи, останали в историята, са към медицинската сестра Липа (О. Д. Черткова) – „Знаеш ли, сега спорех с Бога. Леле, как спорех!.
Веднага е направена аутопсия и се оказва, че белите дробове на починалия са в ужасяващо състояние, плеврата е залепнала за ребрата, калцирана, двата бели дроба са осифицирани, така че лекарите са изумени как Горки дори е дишал. От тези факти следва, че лекарите са освободени от отговорност за евентуални грешки при лечението на такова напреднало заболяване, несъвместимо с живота. По време на аутопсията мозъкът на Горки е отстранен и изпратен в Московския институт за мозъка за по-нататъшно изследване. На 19 юни ковчегът с тялото на Горки е докаран в Москва и изложен за поклонение в Колонната зала. По решение на Сталин през нощта на 20 юни тялото е кремирано в крематориума Донской. На 20 юни в 18:47, пепелта е поставена в урна в стената на Кремъл на Червения площад в Москва. По същото времена вдовицата Е. П. Пешкова е отказано погребението на част от пепелта в гроба на сина ѝ Максим на Новодевическото гробище.
На погребението, наред с други, урната с праха на Горки носят Сталин и Молотов.
Обстоятелствата около смъртта на Максим Горки и сина му се считат от някои за „подозрителни“, разпространяват се слухове за отравяне, които не намират потвърждение.

## Творчество
Горки пише непрестанно, разглеждайки литературата не толкова като естетическо занятие, колкото като морален и политически акт, който може да промени света. Описва живота на хората от низините и на отхвърлените от обществото, разкривайки техните трудности, унижения и несгоди, но описвайки и скритата искрица човечност. В този смисъл е предшественик на движението социален реализъм, развило се в периода между двете войни. Номиниран е пет пъти за Нобелова награда за литература.
Горки е известен като основоположник на социалистическия реализъм. Той успява да отрази мощното движение на революционната борба в народните недра, да предскаже народната победа. Чрез романтичната символика на картините и образите той постига вътрешна динамичност на повествованието, забележителна персонификация на природата. Романът „Майка“, написан през 1906, е едно от най-хубавите произведения в дореволюционното творчество на Горки, едно от класическите произведения в руската и световната литература. Той е вдъхновен от истинска случка и включва впечатленията на Горки от тежкия живот на работниците в Сормово (район на Нижни Новгород), от тяхната революционна борба. Това е роман за работническата класа в Русия, за нейния героичен път, за високия ѝ идеал. Писателят внушава, че бъдещето принадлежи на революционните сили. В романа си Горки за пръв път прилага обоснования от Ленин принцип за водещата роля на комунистическата партия.
Горки създава също така легендарно-героични и романтични образи – „Старицата Изергил“, „Песен за сокола“, „Песен за буревестника“. Автор на романите „Тома Гордеев“, „Майка“, драмата „На дъното“. На неговото перо принадлежат литературните статии и портрети за Пушкин, Лев Толстой, Сергей Есенин, Тарас Шевченко. Йордан Йовков високо цени творчеството му Помага на Алексей Толстой, Михаил Пришвин и Владимир Маяковски да се утвърдят.
Автобиографичната трилогия „Детство, Сред хората, Моите университети“ е сред най-хубавите автобиографични произведения на руски език. Тя описва детството и юношеството на Горки и го разкрива като наблюдател на детайлите и талантлив разказвач, представя образите на собственото му семейство, многобройните работодатели и епизодични, но запомнящи се герои. Заглавието на последната част е иронично, тъй като Горки няма нито гимназиално, нито университетско образование
През 1930-те години той създава пиесите „Егор Буличов и другите“, „Васа Железнова“. Започва да публикува романа-епопея „Животът на Клим Самгин“. Създава и редактира много списания и литературни поредици. Организира издателство „Световна литература“.

### Романи
- 1899 – „Фома Гордеев“ на руски; (Тома Гордеев) на български
- 1900 – 1901 – „Трое“ (Тримата)
- 1906 – „Мать“ (Майка) (втора редакция – 1907).
- 1925 – „Дело Артамоновых“ (Артамонови)
- 1925 – 1936 – „Жизнь Клима Самгина“ (Животът на Клим Самгин)

### Повести
- 1894 – „Горемыка Павел“
- 1900 – „Мужик“ (остава незавършена)
- 1908 – „Жизнь ненужного человека“
- 1908 – „Исповедь“
- 1909 – „Лето“
- 1909 – 1911 – Окуровски цикъл („Городок Окуров“ и „Жизнь Матвея Кожемякина“)
- 1912 – „Хозяин“
- 1913 – 1914 – „Детство. В людях. Мои университеты“ – Детство
- 1915 – 1916 – „Детство. В людях. Мои университеты“ – В людях
- 1923 – „Детство. В людях. Мои университеты“ – Мои университеты

### Разкази, очерци
- 1892 – „Девушка и Смерть“ (поема-приказка, публикувана през юли 1917 във вестник „Новая жизнь“)
- 1892 – „Макар Чудра“
- 1893 – „Емельян Пиляй“, „Дед Архип и Лёнька“
- 1894 – „Старуха Изергиль“, „Челкаш“, „Однажды осенью“, „Мой спутник“
- 1895 – „Ошибка“, „Вывод“, „Песня о Соколе“ (поема в проза)
- 1896 – „Тоска“ (Страничка из жизни одного мельника); „Разбойники на Кавказе“
- 1897 – „Бывшие люди“, „Супруги Орловы“, „Мальва“, „Коновалов“, „Озорник“, „Скуки ради“
- 1898 – „Варенька Олесова“, „Проходимец“
- 1899 – „Двадцать шесть и одна“, сборник „Очерки и рассказы“
- 1901 – „Песня о Буревестнике“ (поема в проза)
- 1903 – „Человек“ (поема в проза)]
- 1906 – „Товарищ!“, „Мудрец“
- 1908 – „Солдаты“
- 1911 – „Сказки об Италии“[78]
- 1912 – 1917 – „По Руси“ (цикъл разкази)
- 1922 – 1925 – „Рассказы 1922 – 1924 годов“ (цикъл разкази)
- 1924 – „Заметки из дневника“ (цикъл разкази)
- 1929 – „Соловки“ (очерк)

### Пиеси
- 1901 – „Мещане“
- 1902 – „На дне“
- 1904 – „Дачники“
- 1905 – „Дети солнца“[79]
- 1905 – „Варвары“
- 1906 – „Враги“
- 1908 – „Последние“
- 1910 – „Чудаки“[80]
- 1910 – „Встреча“
- 1910 – „Васса Железнова“
- 1913 или 1914 – „Зыковы“
- 1913 – „Фальшивая монета“
- 1915 – „Старик“ (поставена 1919 г. на сцената на Малий театр; публикувана в Берлин[81])
- 1916 – „Яков Богомолов“ (незавършена, публикувана 1941 г. по нея е създаден филм „Преждевременный человек“)
- 1920 – „Работяга Словотеков“
- 1930 – 1931 – „Сомов и другие“
- 1931 – „Егор Булычов и другие“
- 1932 – „Достигаев и други“